# ريان زيمرمان
ريان زيمرمان (بالإنجليزية: Ryan Zimmerman)‏ هو لاعب كرة قاعدة أمريكي، ولد في 28 سبتمبر 1984 في واشنطن في الولايات المتحدة.

## وصلات خارجية
- ريان زيمرمان على موقع دوري كرة القاعدة الرئيسي (الإنجليزية)
- ريان زيمرمان على موقعبيزبول رفرنس.كوم (الدوري الرئيسي) (الإنجليزية)
- ريان زيمرمان على موقعبيزبول رفرنس.كوم (الدوري الثانوي) (الإنجليزية)
- ريان زيمرمان على موقع إي إس بي إن.كوم (أم.أل.بي) (الإنجليزية)
- ريان زيمرمان على موقع مشجعي الرسوم البيانية (الإنجليزية)